# Labeobarbus mungoensis
Labeobarbus mungoensis es una especie de peces de la familia Cyprinidae, orden Cypriniformes.
Son peces dulceacuícolas de los ríos Blackwater, Coma y Mungo que pueden llegar alcanzar los 17,9 cm de longitud total.